# Oliver Dziubak
Oliver Dziubak, född 30 mars 1982, är en australisk friidrottare. Han deltog vid olympiska sommarspelen 2004.